# Hoevelaken
Hoevelaken est un village situé dans la commune néerlandaise de Nijkerk, dans la province de Gueldre. Le village compte environ 10 000 habitants.
Jusqu'en septembre 1814, Hoevelaken fait partie de la province d'Utrecht. Le 1er janvier 2000, la commune de Hoevelaken est rattachée à celle de Nijkerk.